# Sign of the Hammer
 (mai 2017).
Si vous disposez d'ouvrages ou d'articles de référence ou si vous connaissez des sites web de qualité traitant du thème abordé ici, merci de compléter l'article en donnant les références utiles à sa vérifiabilité et en les liant à la section « Notes et références ».
Albums de Manowar
Hail to England
(1984) Fighting the World
(1987)
Singles
1. All Men Play on 10
Sortie : septembre 1984

Sign of the Hammer est le quatrième album du groupe de heavy metal Manowar. Il est sorti le 15 octobre 1984 sur le label 10 Records et a été produit par Jack Richardson et Tony Platt. 

## Historique
Cet album fut enregistré en novembre 1983 aux Studios Phase One de Toronto au Canada et début 1984 au The Manor Studio de Shipton-on-Cherwell en Angleterre.
Il est dans la droite lignée de son prédécesseur Hail to England sorti la même année, caractérisé par un son très puissant et violent.
Il se classa à la 73e place des charts britanniques et à la 34e place des charts suédois.

## Liste des titres
Toutes les chansons ont été écrites par Joey DeMaio excepté « The Oath » coécrite avec Ross the Boss.
Face 1
1. All Men Play on Ten – 4:01
2. Animals – 3:34
3. Thor (The Powerhead) – 5:23
4. Mountains – 7:39

Face 2
1. Sign of the Hammer – 4:18
2. The Oath – 4:54
3. Thunderpick – 3:31
4. Guyana (Cult of the Damned) – 7:10

## Personnel
Manowar
- Eric Adams - Chant
- Ross the Boss - Guitare, claviers
- Joey DeMaio - Basse 4 & 8 cordes, pédales basse
- Scott Columbus - Batterie, percussions

Production
- Jack Richardson: production sauf sur "Sign of the Hammer"
- Tony Platt: mixage, production sur "Sign of the Hammer"
- Arun Chakraverty: mastering
- Rian Hughes: design de la pochette
- Jay Bergen: management (representation)